# Сюпърб (линеен кораб, 1907)
Сюпърб (на английски: HMS Superb) е британски линеен кораб от типа „Белерофонт“, втори кораб, от три общо, на серията. Участва в Първата световна война, в частност – в Ютландското сражение.
Построен е от Кралската корабостроителница на „Армстронг Уитуорт“.
Поръчан е през 1906 г. от Военноморското министерство, за строителството му са отделени 1 744 287 £. Килът е заложен на 6 февруари 1907 г., спуснат е на вода на 7 ноември 1907 г., а влиза в състава на британския кралски флот на 29 май 1909 г. Това е четвъртият дредноут на Британия и четвъртият линкор построен в света, след „Дредноут“ и двата еднотипни кораба „Белерофонт“ и „Темерер“.